# Erika Mongelós
Erika Sofía Mongelós Bobadilla (Asunción, 18 de octubre de 1996) es una deportista paraguaya que compite en voleibol, en la modalidad de playa.

## Carrera
Su trayectoria deportiva se desarrolló inicialmente en el voleibol de salón, y en 2013 se vinculó a la UMA cuando compitió en el Campeonato Sudamericano de Clubes en Lima, finalizando en el quinto lugar. Ese mismo año, hizo la transición al voleibol de playa y formó dupla con Michelle Valiente en las eliminatorias en Asunción para los Juegos Olímpicos de la Juventud de Nankín 2014, y quedaron subcampeones, también estuvieron en la fase de clasificación en Montevideo. Fueron medallistas de bronce en la XVII edición de los Juegos Bolivarianos de Trujillo 2013.
En 2014 estuvo con Michelle Valiente en los Juegos Olímpicos de la Juventud de Nankín 2014 y terminaron en noveno lugar, luego estuvieron juntas en el Circuito Paraguayo Sub-18 y fueron campeonas. En categoría adulta debutó en el Circuito Sudamericano al lado de María Johana Ocampos en Macaé, y continuó con Michelle Valiente en la etapa de Montevideo.
Con Michelle Valiente compitió en el Mundial Sub-21 de 2014 en Lárnaca y terminó en el decimoséptimo lugar, y noveno en el Mundial Sub-19 de 2014 en Oporto, y también compitió en la etapa de Copa Continental de 2014. En 2015, estuvieron juntas en el Circuito Sudamericano, en este período debutaron en el Circuito Mundial junto a Gabriela Filippo en el Abierto de Río de Janeiro y se clasificaron al Campeonato Mundial de Vóley Playa de 2015 a través de las eliminatorias, momento en el que fueron entrenadas por el brasileño Adriano Garrido, pero no compitieron. En voleibol sala defendió los colores del Deportivo San José.
En 2016 estuvo nuevamente junto a Michelle Valiente en el Mundial Sub-21 celebrado en Lucerna y finalizaron en quinto lugar, en el Open de Maceió en el Circuito Mundial y en el Circuito Sudamericano, obteniendo el cuarto lugar en la etapa de Cartagena de Indias, entonces compitió en la etapa Morón junto a Patricia Caballero, y en la etapa Vicente López estuvo con María Janina Ocampos. Reanudó su colaboración con Patricia Caballero en la etapa de Asunción, estuvieron juntas en el Fortaleza Open y el Grand Slam de Long Beach, y finalizaron segundas en Rosario (Argentina) en las Finales de la Copa Continental 2016. Con Gabriela Filippo compitió en la 3ra edición de los Juegos Bolivarianos de Playa 2016 en Iquique.
En 2017 retoma la dupla con Michelle Valiente y logra el bronce en la etapa de Coquimbo del Circuito Sudamericano, el subcampeonato en la etapa de Ancón, y el cuarto lugar en el Grand Slam de Rosario (Argentina), y junto a Gabriela Filippo ganó la medalla de bronce en las Finales del CSV en Resistencia (Chaco), y también finalizó en cuarto lugar en el torneo una estrella de Agadir del World Tour 2017, y compitió en el Campeonato Mundial de Vóley Playa de 2017 en Viena.
En la temporada 2018 volvió a trabajar con Michelle Valiente y quedó subcampeón de la etapa de Coquimbo del Circuito Sudamericano, y finalizaron quintas en las Finales del CSV en Lima, mientras que en el Circuito Mundial consiguieron el inédito bronce en el torneo una estrella de Manila y con Gabriela Filippo estuvo en la una estrella de Vaduz y ganó la medalla de bronce en los Juegos Suramericanos de 2018 en Cochabamba 2018. Inició con Valiente la jornada de 2019 del Circuito Sudamericano, después, con Gabriela Filippo conquistaron el segundo lugar en la etapa de la Copa Continental en Asunción, y compitió en los Juegos Suramericanos de 2019, quedando eliminada en cuartos de final, y compitieron en el Circuito Español de 2019, alcanzando la séptima plaza en la etapa de Laredo.
En 2020 volvió a competir junto a María Janina Ocampos en el Circuito Sudamericano de Coquimbo y en la etapa de Lima estuvo con Giuliana Poletti, continuando en 2021 con Michelle Valiente ganando el título en la etapa de Copa Continental y el tercer lugar en la Copa Final Continental, ambos en Asunción. Con Giuliana Poletti iniciaron el camino 2022, compitieron en el Circuito Español y terminaron segundos en la etapa de Ribadesella y terceros en Madrid, también disputaron el Mundial de Roma, y juntos fueron subcampeones en San Juan (Argentina), y tercero en Montevideo, seguida por Gabriela Filippo en subcampeonato en Viña del Mar y tercer lugar en Cochabamba, y con Michelle Valiente compitió en el Challenge de Espinho y los Futures de Lovaina y Liubliana, finalizando en cuarto lugar. lugar en las Finales CSV 2021-22 en Uberlândia, y terminó quinta en los Juegos Suramericanos de 2022.
En 2023, con Michelle Valiente, quedó subcampeón en las etapas del Circuito Sudamericano en Rancagua, San Juan (Argentina), y Malargüe,  y luego con Romina Ediger en la etapa de Santiago de Chile, volviendo a competir con Michelle Valiente en las pruebas del Circuito Mundial, también en el circuito continental, fueron medallistas de plata en la etapa de Río Hondo, Cayena, y en las Finales del CSV 2022-23 en Uberlândia, ganando la medalla de oro en los Juegos Suramericanos de Playa de 2023 en Santa Marta. Juntos compitieron en la edición 2023 del Campeonato Mundial de Vóley Playa en las ciudades mexicanas de Tlaxcala, Apizaco y Huamantla y los Juegos Panamericanos de 2023.